# Resolutie 2371 Veiligheidsraad Verenigde Naties
Resolutie 2371 van de Veiligheidsraad van de Verenigde Naties werd unaniem door de VN-Veiligheidsraad aangenomen op 5 augustus 2017. De resolutie van Amerikaanse hand verzwaarde opnieuw de sancties tegen Noord-Korea, nadat dit land opnieuw ballistische raketten had getest. Daardoor zou Noord-Korea ongeveer een derde minder uitvoeren en jaarlijks een miljard Amerikaanse dollar aan inkomsten verliezen.
Een maand later voerde Noord-Korea opnieuw een kernproef uit, waarop de sancties tegen het land nog verder verstrengd werden.

## Standpunten

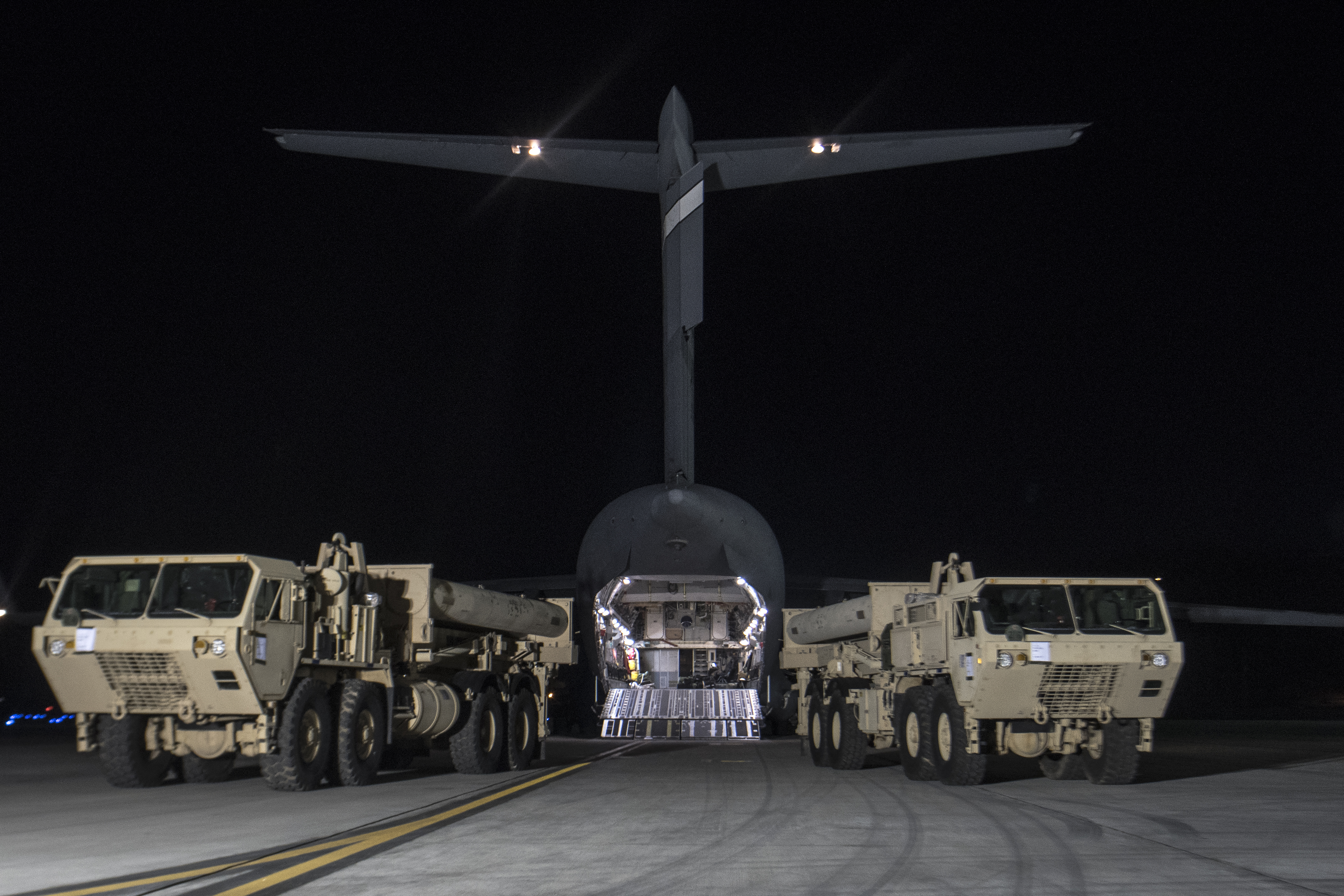
De aankomst van twee THAAD-lanceervoertuigen in Zuid-Korea in maart 2017. De VS installeerde er het THAAD-luchtafweersysteem om Noord-Koreaanse raketten te kunnen onderscheppen, tot groot ongenoegen van China, dat zijn belangen erdoor geschaad zag.

De Amerikaanse vertegenwoordiger stelde dat de sancties de zwaarste waren die ooit tegen Noord-Korea waren opgeworpen. Ze bedankte China voor diens belangrijke bijdrage aan de resolutie, en zei dat alle landen Noord-Korea meer onder druk moesten zetten. De VS zou van zijn kant defensieve maatregelen blijven nemen, en doorgaan met gezamenlijke militaire oefeningen.
De Britse vertegenwoordiger zei dat de recente rakettesten – met hun grotere bereik – de dreiging uitbreidden naar veel meer landen. Zijn Franse collega noemde Noord-Korea's kernwapenarsenaal een wereldwijde bedreiging. Als het land bleef provoceren, kon de Veiligheidsraad niet anders dan de sancties verder verzwaren. Ze waren bedoeld om Noord-Korea te overhalen opnieuw in dialoog te treden.
De Chinese vertegenwoordiger zei dat zijn land tegen de recente lanceringen door Noord-Korea gekant was, en altijd naar een diplomatieke oplossing had gezocht. Hij verwees naar een voorstel dat China samen met Rusland had uitgewerkt. Het land hoopte dat de VS zoals aangegeven niet zou proberen het regime in Noord-Korea omver te werpen, en de militaire activiteiten in Korea niet zou laten escaleren.
China was Noord-Korea's nauwste bondgenoot en belangrijkste handelspartner. Ruim 90% van de Noord-Koreaanse uitvoer ging naar China.
Op 4 juli 2017 had China samen met Rusland een voorstel gelanceerd waarbij Noord-Korea zijn wapenprogramma's zou bevriezen, en de Verenigde Staten en Zuid-Korea in ruil hun militaire oefeningen zouden staken. De VS waren echter niet gewonnen voor dat plan.
Ook de Russische vertegenwoordiger stelde dat de Amerikaanse militaire activiteiten in Zuid-Korea en de installatie van het THAAD-raketluchtafweersysteem aldaar vooruitgang bemoeilijkten, omdat Noord-Korea zich erdoor bedreigd voelde. Ook hij verwees naar het voorstel dat zijn land samen met China had uitgewerkt.
De Japanse vertegenwoordiger zei dat het aantal kernproeven en rakettesten dat Noord-Korea de voorbije jaren had uitgevoerd ongeziene en onaanvaardbare provocaties waren. Een raket was voor het blote oog zichtbaar voor de kust van Hokkaido in zee neergekomen. Alle landen moesten de sancties dan ook strikt nakomen.
Noord-Korea zelf noemde de sancties een schending van hun soevereiniteit, en zei dat de VS "het duizendvoud van de prijs voor hun misdaad zou betalen". Zolang het land door de VS bedreigd werd, wilde het ook niet onderhandelen over zijn kernwapen- en raketprogramma. Noord-Korea had ook voorstellen van Zuid-Korea om in dialoog te treden afgewezen, omdat die gezien de "collaboratie" met de Verenigde Staten volgens Noord-Korea "niet oprecht" waren.

## Achtergrond
Al in 1992 werd een akkoord gesloten over de bevriezing van Noord-Korea's kernprogramma. In het begin van de 21e eeuw kwam het land echter in aanvaring met de Verenigde Staten, toen president George W. Bush het land bij de zogenaamde as van het kwaad rekende. Noord-Korea hervatte de ontwikkeling van kernwapens en ballistische raketten om ze af te dragen. In 2006 voerde het land een eerste kernproef uit, in 2009 gevolgd door een tweede. Hieropvolgend werden middels resolutie 1718 sancties ingesteld tegen het land. Er volgden hierop nog verschillende nieuwe kernproeven.
Vanaf 2014 begon Noord-Korea aanzienlijk meer ballistische raketten te testen. Het land werkte aan een raket die de Verenigde Staten kon bereiken met een kernkop. Tegen 2017 waren grote technische vorderingen geboekt. In juli 2017 lanceerde Noord-Korea twee intercontinentale ballistische raketten, die mogelijk het Amerikaanse vasteland konden bereiken.

## Inhoud

Tekening van een Hwasong 15-ICBM op een transportvoertuig.

De Veiligheidsraad veroordeelde de intercontinentale ballistische raketten die Noord-Korea op 3 en 28 juli 2017 had getest. Ondanks dat verschillende resoluties van de Veiligheidsraad het verboden, bleef Noord-Korea raketten lanceren. Die raketten waren bedoeld om kernwapens af te dragen, en verhoogden de spanningen in de regio.
Bovendien misbruikte het land de privileges en immuniteiten van de Weense conventies inzake diplomatiek en consulair verkeer, en gebruikte het geld van verboden wapenverkopen voor zijn wapenprogramma's terwijl de bevolking in zeer slechte omstandigheden leefde en bijna een kwart ervan ondervoed was.
Er werden negen personen en vier bedrijven uit Noord-Korea toegevoegd aan de sanctielijst van het 1718-comité. Hun banktegoeden werden bevroren en de personen kregen ook een reisverbod opgelegd, in navolging van de in 2006 middels resolutie 1718 opgelegde sancties.

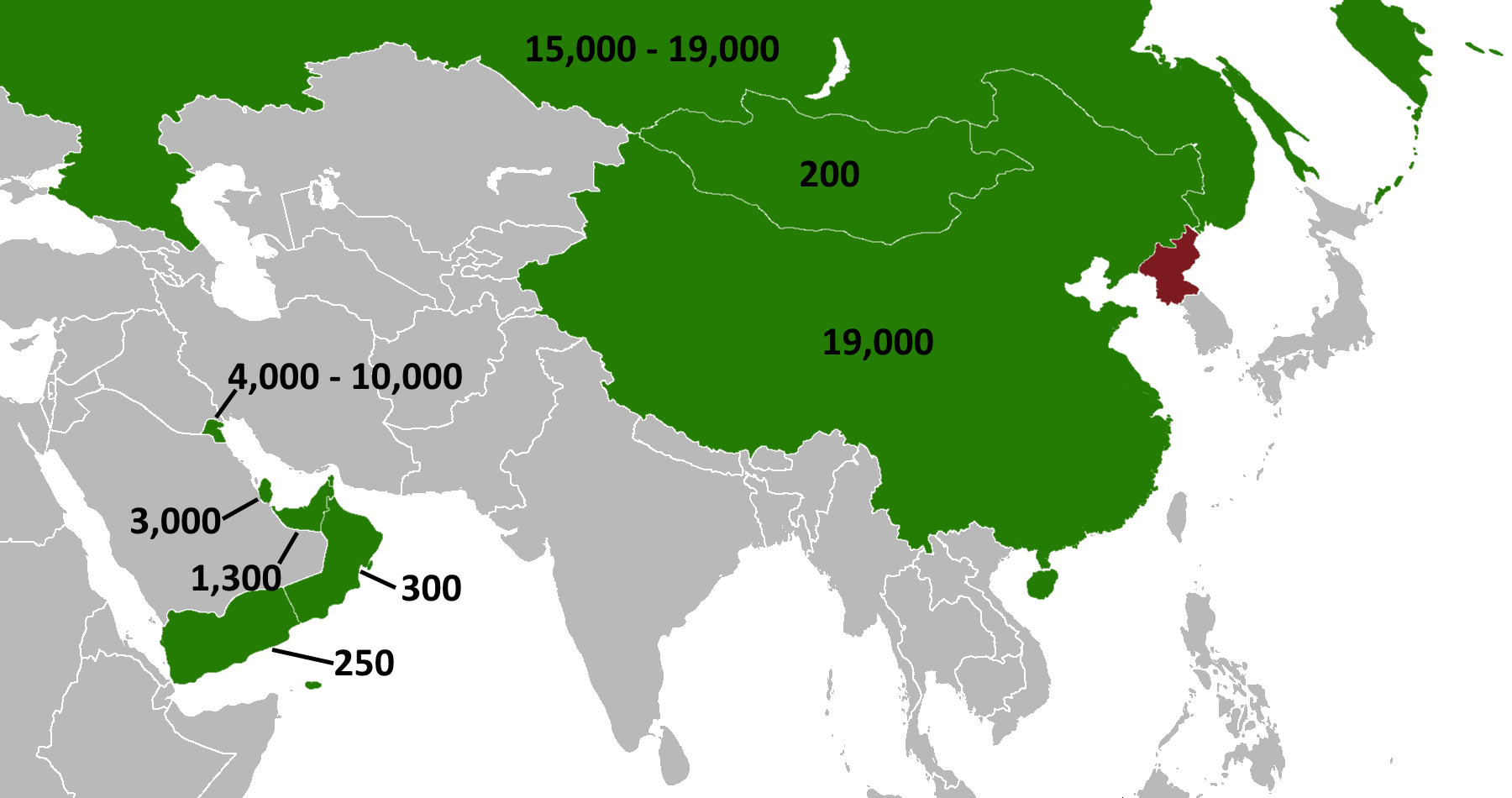
De aantallen Noord-Koreaanse migrantenarbeiders in Azië en het Midden-Oosten waar gekend.

Het embargo op steenkool, ijzer en ijzererts uit Noord-Korea werd totaal. De vorige resolutie had nog voorwaarden verbonden aan deze export. De export van Chinees steenkool via de haven van Rasŏn bleef wel toegelaten. Bijkomend werden ook embargo's op zeevruchten, lood en looderts uit Noord-Korea ingesteld. Verder mochten landen niet meer Noord-Koreanen toelaten om te komen werken dan nu reeds het geval was, daar ook die inkomsten door het regime aangewend werden voor de wapenprogramma's.
Het werd ook verboden nieuwe joint ventures te beginnen of te investeren in bestaande joint ventures met Noord-Koreaanse personen of bedrijven, tenzij het 1718-comité het toestond in het kader van de hulpverlening aan de Noord-Koreaanse bevolking. Het was immers niet de bedoeling dat de sancties de humanitaire situatie in Noord-Korea nog zouden verergeren.
De Veiligheidsraad spoorde Noord-Korea ook aan toe te treden tot het Verdrag chemische wapens. Verder werd opgeroepen om het Zeslandenoverleg te hervatten, teneinde het Koreaans schiereiland kernwapenvrij te maken.
Lijst ·  2337 ·  2338 ·  2339 ·  2340 ·  2341 ·  2342 ·  2343 ·  2344 ·  2345 ·  2346 ·  2347 ·  2348 ·  2349 ·  2350 ·  2351 ·  2352 ·  2353 ·  2354 ·  2355 ·  2356 ·  2357 ·  2358 ·  2359 ·  2360 ·  2361 ·  2362 ·  2363 ·  2364 ·  2365 ·  2366 ·  2367 ·  2368 ·  2369 ·  2370 ·  2371 ·  2372 ·  2373 ·  2374 ·  2375 ·  2376 ·  2377 ·  2378 ·  2379 ·  2380 ·  2381 ·  2382 ·  2383 ·  2384 ·  2385 ·  2386 ·  2387 ·  2388 ·  2389 ·  2390 ·  2391 ·  2392 ·  2393 ·  2394 ·  2395 ·  2396 ·  2397